# 本光寺 (台東区)

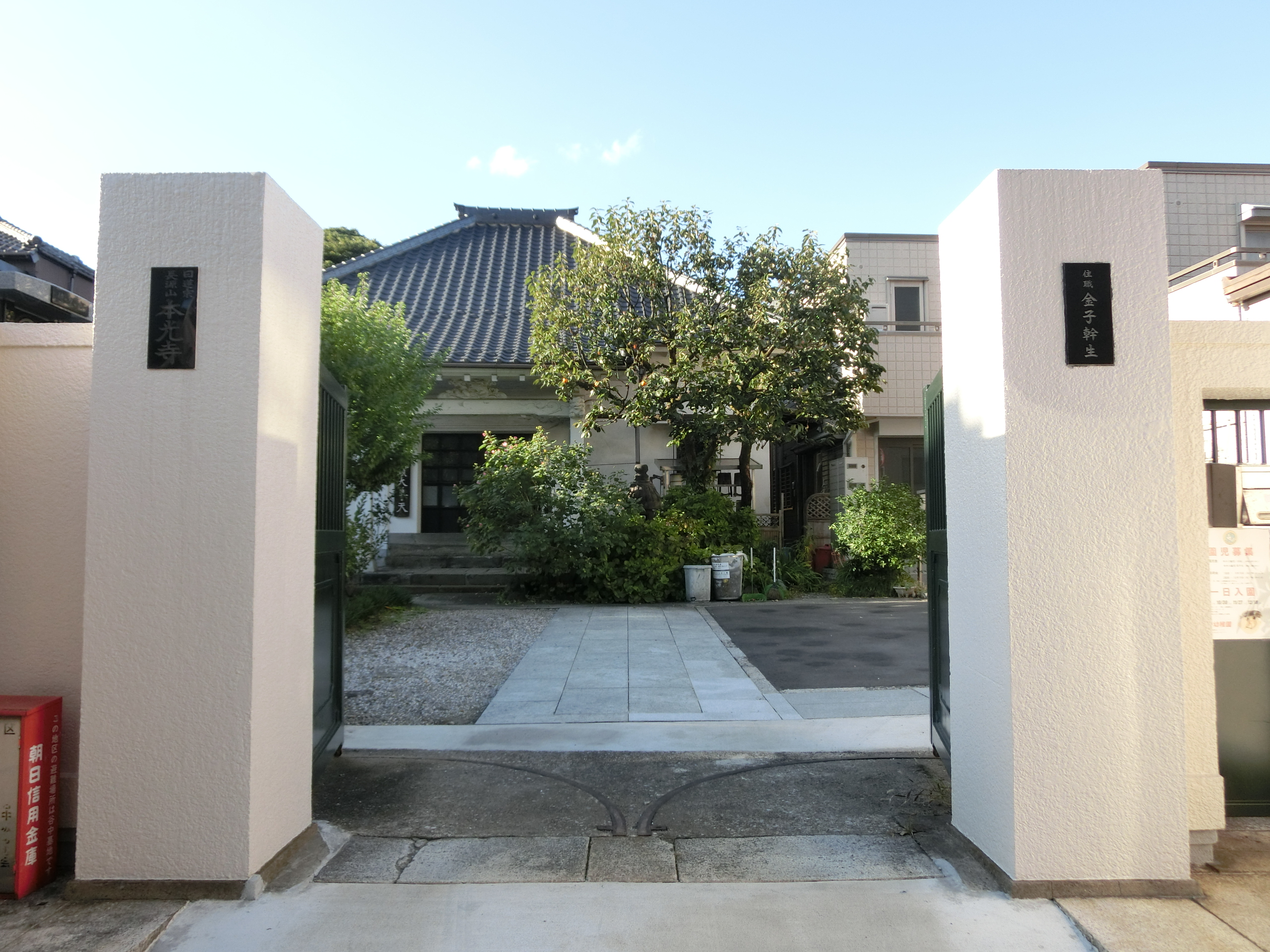
本光寺

本光寺（ほんこうじ）は、東京都台東区谷中にある日蓮宗の寺院。山号は長源山。旧本山は平賀本土寺、奠師法縁(奠統会)。江戸時代後期の洋風画家石川大浪と人力車の改良で知られる秋葉大助の墓所がある。人頭さんと呼ばれる頭の神を祀る。

## 歴史
寛永7年（1630年）守善院日源を開山に創建された。自成院日要（13世）が中興した。

## 境内
- 本堂　土蔵造の本堂は谷中では珍しい。

## 交通アクセス
- 千代田線根津駅より徒歩約5分（経路案内）。

## 参考資料
- 日蓮宗寺院大鑑編集委員会『宗祖第七百遠忌記念出版 日蓮宗寺院大鑑』大本山池上本門寺 (1981年)
- 御府内寺社備考
- 藤浪和子編『東京掃苔録』東京大学出版会（過去には東京名墓顕彰会、八木書店からも刊行された。）